# Melanitis cajetana
Melanitis cajetana är en fjärilsart som beskrevs av Semper 1886. Melanitis cajetana ingår i släktet Melanitis och familjen praktfjärilar. Inga underarter finns listade i Catalogue of Life.